# 约·奥拉朗
约·奥拉朗（？—1975年？），柬埔寨车库摇滚乐手，活跃于1960年代至1970年代。
奥拉朗来自一个柬埔寨著名的音乐家族，他的两个阿姨Sieng Vanthy和Sieng Di都是歌手，叔叔Has Salon是一名小提琴家兼作曲家。他的父亲是柬埔寨外交官，奥拉朗在法国度过一段时期的童年生涯。归国后，开始创作摇滚乐并在乐坛中崛起。他在公众中展现出一个叛逆的“坏男孩”形象，嘲讽各种社会现象，《卫报》和《纽约时报》都对他的音乐进行高度评价。他经常与Sieng Vanthy和Pen Ram（歌手宾兰之妹）搭档。
约·奥拉朗在1975年红色高棉掌权后失踪，据推测他可能在同年就遭到杀害，但具体情形仍然不明。
专辑《柬埔寨摇滚乐》中收录关于他的三首歌曲。美国纪录片《别认为我忘了：柬埔寨失去的摇滚乐》中有介绍他的事迹。